# Muse (Nina Gerhard)
Muse è il titolo di un album discografico di Nina Gerhard, pubblicato nel 2008.

## Tracce
1. Falling In Love Again
2. Fur Mich Soll' s Rote Rosen Regnen
3. You Can Have My Husband
4. Dance Me To The And Of Love
5. Big Spender
6. Gloomy Sunday
7. Eins Und Eins Das Macht Zwei
8. I Wish You Love
9. You Don' t Know What Love Is
10. Between The Bars
11. Walking After Midnight
12. Alright OK You Win
13. My Baby Jast Cares For Me
14. I' m Gonna Sit Right Down And Write Myself A Letter
15. I Can' t Give You Anything But Love